# Xavier Moreno
Édison Xavier Moreno Cruz (né le 15 novembre 1979 à Quito) est un athlète équatorien, spécialiste de la marche.
Il participe à trois Jeux olympiques consécutifs, ceux de 2004, 2008 et 2012. Il remporte le 50 km lors des Jeux panaméricains de 2007.